# Dairon Cárdenas López
Dairón Cárdenas López (Campamento, Antioquia, Colombia, 19 de enero de 1957-6 de enero de 2022) fue un investigador y botánico colombiano. Fue conocido por liderar y promover el conocimiento y conservación de la biodiversidad de Colombia, en especial de la flora de las regiones Amazonia y Orinoquia.

## Reseña biográfica
Se formó como biólogo de la Universidad de Antioquia en 1991. Su trabajo de grado consistió en el inventario florístico de la quebrada la Cristalina, afluente del río Samaná en el municipio de San Luis (Antioquia), trabajo que desarrolló con el también biólogo Juan Guillermo Ramírez entre 1986 y 1988. Durante el fin de la década de los años 80 trabajó en el herbario del Jardín Botánico de Medellín (JAUM) y desde 1993 hasta 2022, trabajó en el Instituto SINCHI en Bogotá como coordinador del Programa Ecosistemas y Recursos Naturales y como director del Herbario Amazónico Colombiano (COAH).
Fue un gran conocedor y colector de la flora de la Amazonia y la Orinoquia colombiana, colectando más de 54,000 ejemplares botánicos, lo que lo constituye el mayor colector de plantas entre los botánicos colombianos hasta 2022. La primera colección botánica que realizó fue la especie Phytolacca icosandra L. el 23 de abril de 1983 en el oriente Antioqueño, la cual reposa en el herbario de la Universidad de Antioquia (HUA). Fue autor de numerosas publicaciones sobre taxonomía, uso y conservación de la flora colombiana. Durante su constante e incansable trabajo con el instituto SINCHI publicó más de 21 artículos científicos y 25 libros sobre sus estudios.
En su honor han sido descritos cerca de 10 especies nuevas de plantas para la ciencia. 
- Anthurium cardenasii (Araceae)
- Piptocarpha cardenasii (Asteraceae)
- Aechmea cardenasii (Bromeliaceae)
- Cyathea cardenasii (Cyatheaceae)
- Byrsonima cardenasii (Malpighiaceae)
- Miconia daironii (Melastomataceae)
- Digitaria cardenasiana (Poaceae)
- Ardisia cardenasii (Primulaceae)
- Carapichea cardenasiana (Rubiaceae)
- Rudgea cardenasii (Rubiaceae)